# Władysław legnicki
Władysław legnicki (urodzony 6 czerwca 1296 roku - zmarł 13 stycznia po 1352 roku), książę legnicki w latach 1311–1312. 
Władysław był trzecim pod względem starszeństwa (najmłodszym) synem księcia legnickiego i wrocławskiego Henryka V Brzuchatego, oraz Elżbiety córki księcia wielkopolskiego Bolesława Pobożnego. Władysław urodził się ponad trzy miesiące po śmierci ojca i znalazł się wraz ze starszymi braćmi najpierw pod opieką stryja Bolka I Surowego, następnie króla czeskiego i polskiego Wacława II. 
Najstarszy Henrykowic Bolesław III Rozrzutny nie chcąc nadmiernie rozdrabniać ojcowizny przeznaczył Władysława do stanu duchownego i wystarał się nawet o święcenia subdiakona dla brata. W 1311 roku młodsze rodzeństwo (Władysław, oraz Henryk VI Dobry) wymusiło na Bolesławie wydzielenie im własnych dzielnic. Jednolite dotąd księstwo wrocławsko-legnickie zostało podzielone na trzy części: wrocławską, legnicką i brzeską. Działy nie były równe - zdecydowanie najbiedniejsze było księstwo brzeskie, dlatego władca tej dzielnicy miał otrzymać od pozostałych po 32000 grzywien srebra. Bolesław III Rozrzutny, jako najstarszy miał pierwszeństwo wyboru i niespodziewanie wybrał najbiedniejszy Brzeg, co dzięki otrzymanej gotówce miało mu zapewnić stabilizacje finansową. Najmłodszy Władysław został księciem legnickim. 
Jego panowanie trwało tylko niespełna rok, gdyż w 1312 roku został pozbawiony władzy nie mogąc się wywiązać z nałożonych zobowiązań finansowych, jednak oficjalnym pretekstem było niezrównoważenie psychiczne. Nieunormowana sytuacja trwała dwa lata. W 1314 roku Władysław zrezygnował z ojcowizny za sumę którą sam kiedyś miał wypłacić Bolesławowi - 32000 grzywien. Od tego momentu Władysław z poparciem braci zajął się karierą duchowną. 
Kolejny ważny zwrot w życiu Władysława nastąpił około 1326 roku, kiedy niepodziewanie wyjechał na Mazowsze i łamiąc śluby kościelne ożenił się z nieznaną bliżej córką Bolesława mazowieckiego. Rogata dusza Władysława i tym razem nie pozwoliła mu wytrwać i w 1328 roku porzucił (straciwszy wcześniej otrzymany od braci księżniczki posag) żonę i powrócił na Śląsk, gdzie rok później sprzedał swoje wszystkie prawa do księstwa legnickiego królowi czeskiemu Janowi Luksemburczykowi. Fakt ten postawił w bardzo niewygodnej sytuacji Bolesława III Rozrzutnego opierającego się dotąd dosyć skutecznie wszelkim naciskom Luksemburga. Ostatecznie wobec groźby czeskiej interwencji (w świetle praw uzyskanych od Władysława w pełni usprawiedliwionej) Bolesław III 9 maja 1329 złożył hołd lenny królowi czeskiemu. Świadkiem tego aktu był prawdopodobnie również Władysław, który wyruszył razem z Luksemburczykiem na wyprawę krzyżową na Litwę, za co został zaliczony w poczet braci zakonu krzyżackiego. 
Pieniądze uzyskane od króla Jana nie na długo wystarczyły rozrzutnemu księciu, w związku z czym wkrótce po przybyciu z Prus opanował z zaskoczenia zamek Rogowiec, skąd wraz z wynajętą przez siebie bandą urządzał wyprawy grabieżcze na dzierżawy brata. W końcu pochwycony przesiedział ponad pół roku w lochach zamku legnickiego, skąd wyszedł tylko dzięki mediacji średniego brata Henryka VI. Również po uwolnieniu, mimo obiecanej wysokiej rocznej sumy na utrzymanie nie potrafił wytrzymać w spokoju próbując wrócić do wcześniejszego życia. Tym razem schwytany spędził w lochach ponad rok. 
Kiedy w końcu Władysław odzyskał wolność, był już wrakiem człowieka. Zdradzając objawy choroby psychicznej, dyskretnie obserwowany przez Bolesława III tułał się następnie przez wiele lat po całym Śląsku. Nie wiadomo, kiedy dokładnie zmarł; wiadomo tylko, że na pewno przeżył obu starszych braci i że stało się to 11 stycznia.